# Queenstown-Lakes District
Queenstown-Lakes District är en territoriell myndighet i regionen Otago i södra Nya Zeeland. Queenstown är administrativt centrum och distriktet hade 39 153 invånare vid folkräkningen 2018.
Distriktets största stad är Queenstown med cirka 16 000 invånare, följt av Wanaka med runt 9 500. Andra större orter är Arrowtown och Hawea.

## Ekonomi
Distriktets arbetskraft bestod 2013 av 17 180 anställda i 6 461 företag.
De fem största industrierna sett till antal anställda är:
- hotell- och restaurangtjänster (29,6%)
- detaljhandel (13,0%)
- byggindustri (8,5%)
- administrativa och stödtjänster (6,6%)
- konst och rekreationstjänster (6,4%)

Procenttalen anger andel av det totala antalet anställda.

## Befolkning
Vid folkräkningen 2018 hade Queenstown-Lakes District 39 153 invånare, vilket utgör 0,83 % av Nya Zeelands befolkning. Det var en ökning med 38,7 % sedan 2013 års folkräkning och med 70,5 % sedan 2006. Distriktet var mellan 2013 och 2018 det snabbast växande i Nya Zeeland.

### Befolkningsutveckling
| Befolkningsutvecklingen i Queenstown-Lakes District 1991–2018 | Befolkningsutvecklingen i Queenstown-Lakes District 1991–2018 | Befolkningsutvecklingen i Queenstown-Lakes District 1991–2018 | Befolkningsutvecklingen i Queenstown-Lakes District 1991–2018 | Befolkningsutvecklingen i Queenstown-Lakes District 1991–2018 |
| ------------------------------------------------------------- | ------------------------------------------------------------- | ------------------------------------------------------------- | ------------------------------------------------------------- | ------------------------------------------------------------- |
|                                                               |                                                               |                                                               |                                                               |                                                               |
| År                                                            |                                                               |                                                               | Folkmängd                                                     |                                                               |
| 1991                                                          | 1991                                                          |                                                               | 9 984                                                         |                                                               |
| 1996                                                          | 1996                                                          |                                                               | 14 283                                                        |                                                               |
| 2001                                                          | 2001                                                          |                                                               | 17 043                                                        |                                                               |
| 2006                                                          | 2006                                                          |                                                               | 22 959                                                        |                                                               |
| 2013                                                          | 2013                                                          |                                                               | 28 224                                                        |                                                               |
| 2018                                                          | 2018                                                          |                                                               | 39 153                                                        |                                                               |
|                                                               |                                                               |                                                               |                                                               |                                                               |